# Ácido clorogénico
Ácido clorogénico é um ácido fenólico, éster do ácido cafeico e do ácido (L)-quínico, por vezes designado trans-5-O-cafeoil-D-quinato, ou ácido cafeilquínico ou 5-ACQ (ou 5-CQA em inglês). O composto é produzido pelas plantas, como o café e a batata, sendo que em algumas espécies é o percursor do ácido dicafeilquínico ou cianarina. Como os restantes compostos polifenólicos, apresenta atividade antioxidante.